# Olympische Winterspiele 1998/Teilnehmer (Kanada)
| Gelbes Symbol für Goldmedaillen mit stilisierten Olympischen Ringen | Graues Symbol für Silbermedaillen mit stilisierten Olympischen Ringen | Braundes Symbol für Bronzemedaillen mit stilisierten Olympischen Ringen |
| ------------------------------------------------------------------- | --------------------------------------------------------------------- | ----------------------------------------------------------------------- |
| 6                                                                   | 5                                                                     | 4                                                                       |

Kanada nahm an den Olympischen Winterspielen 1998 im japanischen Nagano mit einer Delegation von 146 Athleten in zwölf Disziplinen teil, davon 83 Männer und 63 Frauen. Mit sechs Gold-, fünf Silber- und vier Bronzemedaillen war Kanada die vierterfolgreichste Nation bei den Spielen.
Fahnenträger bei der Eröffnungsfeier war der Freestyle-Skier Jean-Luc Brassard.

## Medaillen
Das deutsche Team war gemäß dem Medaillenspiegel die erfolgreichste Nation. Die erfolgreichste Teilnehmerin war Katja Seizinger mit zwei Goldmedaillen, insgesamt gewann sie drei Medaillen, so wie auch Gunda Niemann und Uschi Disl.

### Medaillenspiegel
| Rang   | Sportart       | Gold | Silber | Bronze | Gesamt |
| ------ | -------------- | ---- | ------ | ------ | ------ |
| 1      | Shorttrack     | 2    | –      | 2      | 4      |
| 2      | Eisschnelllauf | 1    | 2      | 2      | 5      |
| 3      | Curling        | 1    | 1      | –      | 2      |
| 4      | Bob            | 1    | –      | –      | 1      |
| 4      | Snowboard      | 1    | –      | —      | 1      |
| 6      | Eishockey      | –    | 1      | –      | 1      |
| 6      | Eiskunstlauf   | –    | 1      | –      | 1      |
| Gesamt | Gesamt         | 6    | 5      | 4      | 15     |

### Medaillengewinner
| Name/n | Sportart       | Wettkampf             |
| --- | -------------- | --------------------- |
| Gold |                |                       |
| Éric Bédard Derrick Campbell François Drolet Marc Gagnon | Shorttrack     | 5000-m-Staffel Männer |
| Jan Betker Atina Ford Marcia Gudereit Joan McCusker Sandra Schmirler | Curling        | Frauen                |
| Catriona LeMay Doan | Eisschnelllauf | 500 m Frauen          |
| Pierre Lueders David MacEachern | Bobsport       | Zweierbob             |
| Annie Perreault | Shorttrack     | 500 m Frauen          |
| Ross Rebagliati | Snowboard      | Riesenslalom Männer   |
| Silber |                |                       |
| Susan Auch | Eisschnelllauf | 500 m Frauen          |
| Jennifer Botterill Thérèse Brisson Cassie Campbell Judy Diduck Nancy Drolet Lori Dupuis Danielle Goyette Geraldine Heaney Jayna Hefford Becky Kellar Kathy McCormack Karen Nystrom Lesley Reddon Manon Rhéaume Laura Schuler Fiona Smith France St. Louis Vicky Sunohara Hayley Wickenheiser Stacy Wilson | Eishockey      | Frauen                |
| Richard Hart Mike Harris (Skip) George Karrys Collin Mitchell Paul Savage | Curling        | Männer                |
| Elvis Stojko | Eiskunstlauf   | Männer                |
| Jeremy Wotherspoon | Eisschnelllauf | 500 m Männer          |
| Bronze |                |                       |
| Éric Bédard | Shorttrack     | 1000 m Männer         |
| Christine Boudrias Isabelle Charest Annie Perreault Tania Vicent | Shorttrack     | 3000-m-Staffel Frauen |
| Catriona LeMay Doan | Eisschnelllauf | 1000 m Frauen         |
| Kevin Overland | Eisschnelllauf | 500 m Männer          |

## Teilnehmer nach Sportarten

### Biathlon
| Athleten                                                 | Wettbewerbe        | Zeit        | Fehler           | Rang |
| -------------------------------------------------------- | ------------------ | ----------- | ---------------- | ---- |
| Frauen                                                   |                    |             |                  |      |
| Myriam Bédard                                            | 7,5 km Sprint      | 25:11,3 min | 0                | 32   |
| Myriam Bédard                                            | 15 km Einzel       | 1:02:44,1 h | 3                | 50   |
| Michelle Collard                                         | 7,5 km Sprint      | 25:26,1 min | 0                | 38   |
| Nikki Keddie                                             | 15 km Einzel       | 1:08:46,5 h | 5                | 60   |
| Kristin Berg Myriam Bédard Nikki Keddie Michelle Collard | 4 × 7,5-km-Staffel | 1:53:15,0 h | 3 + 15 Nachlader | 17   |
| Männer                                                   |                    |             |                  |      |
| Steve Cyr                                                | 10 km Sprint       | 30:35,0 min | 3                | 48   |
| Steve Cyr                                                | 20 km Einzel       | 1:04:12,9 h | 6                | 55   |
| Kevin Quintilio                                          | 10 km Sprint       | 32:32,6 min | 3                | 66   |
| Kevin Quintilio                                          | 20 km Einzel       | 1:05:37,2 h | 4                | 64   |

### Bob
| Athleten                                                  | Wettbewerb | Lauf 1  | Lauf 1 | Lauf 2  | Lauf 2 | Lauf 3  | Lauf 3 | Lauf 4  | Lauf 4 | Gesamt      | Gesamt |
| Athleten                                                  | Wettbewerb | Zeit    | Rang   | Zeit    | Rang   | Zeit    | Rang   | Zeit    | Rang   | Zeit        | Rang   |
| --------------------------------------------------------- | ---------- | ------- | ------ | ------- | ------ | ------- | ------ | ------- | ------ | ----------- | ------ |
| Männer                                                    |            |         |        |         |        |         |        |         |        |             |        |
| Pierre Lueders Dave MacEachern                            | Zweierbob  | 54,56 s | 2      | 54,28 s | 1      | 54,16 s | 2      | 54,24 s | 1      | 3:37,24 min | Gold   |
| Chris Lori Jack Pyc                                       | Zweierbob  | 54,76 s | 5      | 54,72 s | 10     | 54,71 s | 12     | 54,79 s | 14     | 3:38,98 min | 12     |
| Pierre Lueders Ricardo Greenidge Jack Pyc Dave MacEachern | Viererbob  | 53,14 s | 10     | 53,44 s | 5      | 53,81 s | 8      | –       | –      | 2:40,39 min | 9      |
| Chris Lori Ben Hindle Matt Hindle Ian Danney              | Viererbob  | 53,52 s | 11     | 53,69 s | 13     | 53,93 s | 13     | –       | –      | 2:41,14 min | 13     |

### Curling
| Wettbewerb  | Männer | Frauen |
| ----------- | --- | --- |
| Spieler     | Richard Hart Mike Harris (Skip) George Karrys Collin Mitchell Paul Savage                                     | Jan Betker Atina Ford Marcia Gudereit Joan McCusker Sandra Schmirler (Skip)                                |
| Vorrunde    | Japan 7:4 Vereinigte Staaten 11:3 Großbritannien 10:3 Deutschland 10:6 Schweiz 8:3 Schweden 6:3 Norwegen 8:10 | Vereinigte Staaten 7:6 Norwegen 5:6 Japan 7:4 Dänemark 9:5 Großbritannien 8:3 Schweden 7:5 Deutschland 8:5 |
| Tiebreaker  | – | – |
| Halbfinale  | Vereinigte Staaten 7:1                                                                                        | Großbritannien 6:5                                                                                         |
| Finale      | Schweiz 3:9                                                                                                   | Dänemark 7:5                                                                                               |
| Platzierung | Silber | Gold |

### Eishockey
| Wettbewerb       | Männer | Frauen |
| ---------------- | --- | --- |
| Spieler          | Rob Blake Ray Bourque Rod Brind’Amour Martin Brodeur Shayne Corson Éric Desjardins Theoren Fleury Adam Foote Wayne Gretzky Curtis Joseph Trevor Linden Eric Lindros Al MacInnis Joe Nieuwendyk Keith Primeau Chris Pronger Mark Recchi Patrick Roy Joe Sakic Brendan Shanahan Scott Stevens Steve Yzerman Rob Zamuner | Jennifer Botterill Thérèse Brisson Cassie Campbell Judy Diduck Nancy Drolet Lori Dupuis Danielle Goyette Geraldine Heaney Jayna Hefford Becky Kellar Kathy McCormack Karen Nystrom Lesley Reddon Manon Rhéaume Laura Schuler Fiona Smith France St. Louis Vicky Sunohara Hayley Wickenheiser Stacy Wilson |
| Trainer          | Marc Crawford | Shannon Miller |
| Vorrunde         | – | Japan 13:0 (3:0, 6:0, 4:0) Volksrepublik China 2:0 (0:0, 2:0, 0:0) Schweden 5:3 (2:0, 2:2, 1:1) Finnland 4:2 (2:0, 2:1, 0:1) Vereinigte Staaten 4:7 (1:1, 0:0, 3:6) |
| Zwischenrunde    | Belarus 5:0 (2:0, 2:0, 1:0) Schweden 3:2 (0:1, 3:0, 0:1) Vereinigte Staaten 4:1 (1:0, 2:0, 1:1) | – |
| Viertelfinale    | Kasachstan 4:1 (2:1, 2:0, 0:0) | – |
| Halbfinale       | Tschechien 1:2 n. P. (0:0, 0:0, 1:1, 0:0) | – |
| Finale           | ausgeschieden | Vereinigte Staaten 1:3 (0:0, 0:1, 1:2) |
| Spiel um Platz 3 | Finnland 2:3 (1:2, 1:0, 0:1) | – |
| Platzierung      | 4. | Silber |

### Eiskunstlauf
| Athleten                       | Wettbewerbe | Kurzprogramm | Pflichttanz | Originaltanz | Kür/Kürtanz | Gesamt    | Gesamt |
| Athleten                       | Wettbewerbe | Rang         | Rang        | Rang         | Rang        | Bewertung | Rang   |
| ------------------------------ | ----------- | ------------ | ----------- | ------------ | ----------- | --------- | ------ |
| Männer                         |             |              |             |              |             |           |        |
| Jeff Langdon                   | Einzel      | 17           | –           | –            | 10          | 18,5      | 12     |
| Elvis Stojko                   | Einzel      | 2            | –           | –            | 3           | 4,0       | Silber |
| Mixed                          |             |              |             |              |             |           |        |
| Shae-Lynn Bourne Victor Kraatz | Eistanz     | –            | 4           | 4            | 3           | 7,2       | 4      |
| Chantal Lefebvre Michel Brunet | Eistanz     | –            | 19          | 19           | 19          | 38,0      | 19     |
| Kristy-Lee Sargeant Kris Wirtz | Paarlauf    | 11           | –           | –            | 12          | 17,5      | 12     |
| Marie-Claude Savard Luc Bradet | Paarlauf    | 12           | –           | –            | 16          | 22,0      | 16     |

### Eisschnelllauf
| Athleten             | Wettbewerbe | Lauf 1  | Lauf 1 | Lauf 2  | Lauf 2 | Gesamt      | Gesamt |
| Athleten             | Wettbewerbe | Zeit    | Rang   | Zeit    | Rang   | Zeit        | Rang   |
| -------------------- | ----------- | ------- | ------ | ------- | ------ | ----------- | ------ |
| Frauen               |             |         |        |         |        |             |        |
| Susan Auch           | 500 m       | 38,42 s | 2      | 38,51 s | 2      | 1:16,93 min | Silber |
| Susan Auch           | 1000 m      | –       | –      | –       | –      | 1:19,82 min | 18     |
| Sylvie Cantin        | 1000 m      | –       | –      | –       | –      | 1:22,46 min | 33     |
| Isabelle Doucet      | 1500 m      | –       | –      | –       | –      | 2:06,45 min | 29     |
| Linda Johnson-Blair  | 500 m       | 39,24 s | 11     | 39,57 s | 14     | 1:18,81 min | 13     |
| Linda Johnson-Blair  | 1000 m      | –       | –      | –       | –      | 1:20,42 min | 21     |
| Catriona Le May Doan | 500 m       | 38,39 s | 1      | 38,21 s | 1      | 1:16,60 min | Gold   |
| Catriona Le May Doan | 1000 m      | –       | –      | –       | –      | 1:17,37 min | Bronze |
| Catriona Le May Doan | 1500 m      | –       | –      | –       | –      | 2:02,19 min | 13     |
| Ingrid Liepa         | 1500 m      | –       | –      | –       | –      | 2:04,60 min | 24     |
| Ingrid Liepa         | 3000 m      | –       | –      | –       | –      | 4:27,99 min | 25     |
| Susan Massitti       | 3000 m      | –       | –      | –       | –      | 4:21,66 min | 21     |
| Michelle Morton      | 500 m       | 42,95 s | 36     | 39,84 s | 17     | 1:22,79 min | 33     |
| Cindy Overland       | 1500 m      | –       | –      | –       | –      | DNS         | DNS    |
| Cindy Overland       | 3000 m      | –       | –      | –       | –      | 4:20,81 min | 19     |
| Männer               |             |         |        |         |        |             |        |
| Pat Bouchard         | 500 m       | 35,96 s | 5      | 36,09 s | 4      | 1:12,05 min | 5      |
| Pat Bouchard         | 1000 m      | –       | –      | –       | –      | 1:12,49 min | 19     |
| Sylvain Bouchard     | 500 m       | 35,90 s | 4      | 36,10 s | 5      | 1:12,00 min | 4      |
| Sylvain Bouchard     | 1000 m      | –       | –      | –       | –      | 1:11,29 min | 5      |
| Steven Elm           | 1500 m      | –       | –      | –       | –      | 1:52,70 min | 25     |
| Steven Elm           | 5000 m      | –       | –      | –       | –      | 6:48,67 min | 23     |
| Mark Knoll           | 5000 m      | –       | –      | –       | –      | 6:50,55 min | 24     |
| Kevin Marshall       | 1500 m      | –       | –      | –       | –      | 1:52,77 min | 26     |
| Neal Marshall        | 1500 m      | –       | –      | –       | –      | 1:52,93 min | 30     |
| Kevin Overland       | 500 m       | 35,78 s | 2      | 36,08 s | 3      | 1:11,86 min | Bronze |
| Kevin Overland       | 1000 m      | –       | –      | –       | –      | 1:11,90 min | 9      |
| Kevin Overland       | 1500 m      | –       | –      | –       | –      | 1:52,07 min | 20     |
| Jeremy Wotherspoon   | 500 m       | 36,04 s | 7      | 35,80 s | 2      | 1:11,84 min | Silber |
| Jeremy Wotherspoon   | 1000 m      | –       | –      | –       | –      | 1:11,39 min | 6      |

### Freestyle-Skiing
| Athleten          | Wettbewerbe | Qualifikation | Qualifikation | Finale             | Finale             |
| Athleten          | Wettbewerbe | Punkte        | Rang          | Punkte             | Rang               |
| ----------------- | ----------- | ------------- | ------------- | ------------------ | ------------------ |
| Frauen            |             |               |               |                    |                    |
| Tami Bradley      | Buckelpiste | 21,28         | 15            | 15,02              | 16                 |
| Veronica Brenner  | Springen    | 174,86        | 4             | 151,15             | 9                  |
| Josée Charbonneau | Buckelpiste | 18,54         | 24            | Nicht qualifiziert | Nicht qualifiziert |
| Caroline Olivier  | Springen    | 133,94        | 19            | Nicht qualifiziert | Nicht qualifiziert |
| Ann-Marie Pelchat | Buckelpiste | 23,35         | 1             | 23,95              | 5                  |
| Männer            |             |               |               |                    |                    |
| Jeff Bean         | Springen    | 224,86        | 7             | 210,77             | 11                 |
| David Belhumeur   | Springen    | DNS           | DNS           | DNS                | DNS                |
| Jean-Luc Brassard | Buckelpiste | 24,73         | 7             | 23,95              | 5                  |
| Andy Capicik      | Springen    | 227,39        | 5             | 209,01             | 12                 |
| Nicolas Fontaine  | Springen    | 219,60        | 8             | 216,93             | 10                 |
| Dominick Gauthier | Buckelpiste | 23,90         | 17            | Nicht qualifiziert | Nicht qualifiziert |
| Ryan Johnson      | Buckelpiste | 25,12         | 5             | 23,95              | 5                  |
| Stéphane Rochon   | Buckelpiste | 24,62         | 8             | 23,95              | 5                  |

### Rennrodeln
| Athlet      | Wettbewerb | Lauf 1   | Lauf 1 | Lauf 2   | Lauf 2 | Lauf 3   | Lauf 3 | Lauf 4   | Lauf 4 | Gesamt       | Gesamt |
| Athlet      | Wettbewerb | Zeit     | Rang   | Zeit     | Rang   | Zeit     | Rang   | Zeit     | Rang   | Zeit         | Rang   |
| ----------- | ---------- | -------- | ------ | -------- | ------ | -------- | ------ | -------- | ------ | ------------ | ------ |
| Männer      |            |          |        |          |        |          |        |          |        |              |        |
| Clay Ives   | Einsitzer  | 50,632 s | 17     | 50,348 s | 16     | 50,858 s | 21     | 50,437 s | 16     | 3:22,275 min | 15     |
| Tyler Seitz | Einsitzer  | 50,689 s | 19     | 50,948 s | 23     | 50,400 s | 14     | 50,405 s | 14     | 3:22,422 min | 18     |

### Shorttrack
| Athleten                                                         | Wettbewerbe    | Vorlauf      | Vorlauf | Viertelfinale | Viertelfinale | Halbfinale    | Halbfinale    | Finale                 | Finale        | Rang   |
| Athleten                                                         | Wettbewerbe    | Zeit         | Rang    | Zeit          | Rang          | Zeit          | Rang          | Zeit                   | Rang          | Rang   |
| ---------------------------------------------------------------- | -------------- | ------------ | ------- | ------------- | ------------- | ------------- | ------------- | ---------------------- | ------------- | ------ |
| Frauen                                                           |                |              |         |               |               |               |               |                        |               |        |
| Isabelle Charest                                                 | 500 m          | 46,085 s     | 1       | 46,194 s      | 2             | 44,991 s      | 1             | DQ                     | DQ            | 7      |
| Isabelle Charest                                                 | 1000 m         | 1:39,729 min | 1       | 1:37,200 min  | 1             | 1:35,741 min  | 3             | B-Finale: 1:37,813 min | 4             | 7      |
| Annie Perreault                                                  | 500 m          | 45,866 s     | 2       | 46,421 s      | 1             | 45,612 s      | 1             | 46,568 s               | 1             | Gold   |
| Annie Perreault                                                  | 1000 m         | 1:39,128 min | 2       | 1:35,302 min  | 5             | ausgeschieden | ausgeschieden | ausgeschieden          | ausgeschieden | 14     |
| Tania Vicent                                                     | 500 m          | 1:10,212 min | 4       | ausgeschieden | ausgeschieden | ausgeschieden | ausgeschieden | ausgeschieden          | ausgeschieden | 29     |
| Tania Vicent                                                     | 1000 m         | 1:40,923 min | 3       | ausgeschieden | ausgeschieden | ausgeschieden | ausgeschieden | ausgeschieden          | ausgeschieden | 23     |
| Christine Boudrias Isabelle Charest Annie Perreault Tania Vicent | 3000-m-Staffel | –            | –       | –             | –             | 4:24,152 min  | 2             | 4:21,205 min           | 3             | Bronze |
| Männer                                                           |                |              |         |               |               |               |               |                        |               |        |
| Éric Bédard                                                      | 500 m          | 43,342 s     | 1       | 43,113 s      | 3             | ausgeschieden | ausgeschieden | ausgeschieden          | ausgeschieden | 10     |
| Éric Bédard                                                      | 1000 m         | 1:32,975 min | 2       | 1:29,622 min  | 2             | 1:36,233 min  | 2             | 1:32,661 min           | 3             | Bronze |
| François Drolet                                                  | 500 m          | 43,551 s     | 2       | DQ            | DQ            | ausgeschieden | ausgeschieden | ausgeschieden          | ausgeschieden | 16     |
| François Drolet                                                  | 1000 m         | 1:32,949 min | 1       | 1:32,513 min  | 3             | ausgeschieden | ausgeschieden | ausgeschieden          | ausgeschieden | 14     |
| Marc Gagnon                                                      | 500 m          | 43,901 s     | 2       | 43,254 s      | 1             | 42,780 s      | 2             | 1:15,600 min           | 4             | 4      |
| Marc Gagnon                                                      | 1000 m         | 1:30,476 min | 2       | DQ            | DQ            | ausgeschieden | ausgeschieden | ausgeschieden          | ausgeschieden | 23     |
| Éric Bédard Derrick Campbell François Drolet Marc Gagnon         | 5000-m-Staffel | –            | –       | –             | –             | 7:05,766 min  | 1             | 7:06,075 min           | 1             | Gold   |

### Ski Alpin
| Athleten          | Wettbewerbe        | 1. Lauf | 1. Lauf | 2. Lauf | 2. Lauf | Gesamt      | Gesamt |
| Athleten          | Wettbewerbe        | Zeit    | Rang    | Zeit    | Rang    | Zeit        | Rang   |
| ----------------- | ------------------ | ------- | ------- | ------- | ------- | ----------- | ------ |
| Frauen            |                    |         |         |         |         |             |        |
| Kate Pace-Lindsay | Abfahrt            | –       | –       | –       | –       | 1:31,30 min | 19     |
| Kate Pace-Lindsay | Super-G            | –       | –       | –       | –       | 1:19,89 min | 27     |
| Katerina Tichy    | Slalom             | 47,93 s | 23      | DNF     | DNF     | DNF         | DNF    |
| Mélanie Turgeon   | Abfahrt            | –       | –       | –       | –       | 1:31,45 min | 22     |
| Mélanie Turgeon   | Alpine Kombination | DNF     | DNF     | DNF     | DNF     | DNF         | DNF    |
| Mélanie Turgeon   | Super-G            | –       | –       | –       | –       | 1:19,20 min | 20     |
| Männer            |                    |         |         |         |         |             |        |
| Thomas Grandi     | Riesenslalom       | DSQ     | DSQ     | DSQ     | DSQ     | DSQ         | DSQ    |
| Thomas Grandi     | Slalom             | DSQ     | DSQ     | DSQ     | DSQ     | DSQ         | DSQ    |
| Ed Podivinsky     | Abfahrt            | –       | –       | –       | –       | 1:50,71 min | 5      |
| Ed Podivinsky     | Alpine Kombination | DNF     | DNF     | DNF     | DNF     | DNF         | DNF    |
| Ed Podivinsky     | Super-G            | –       | –       | –       | –       | DSQ         | DSQ    |
| Luke Sauder       | Abfahrt            | –       | –       | –       | –       | DNF         | DNF    |
| Brian Stemmle     | Abfahrt            | –       | –       | –       | –       | DNF         | DNF    |
| Brian Stemmle     | Super-G            | –       | –       | –       | –       | 1:36,40 min | 12     |
| Kevin Wert        | Abfahrt            | –       | –       | –       | –       | 1:52,67 min | 19     |

### Skilanglauf
| Athleten                                                  | Wettbewerbe               | Zeit        | Rang |
| --------------------------------------------------------- | ------------------------- | ----------- | ---- |
| Frauen                                                    |                           |             |      |
| Jaime Fortier                                             | 5 km Klassisch            | 21:20,8 min | 77   |
| Jaime Fortier                                             | 10 km Freistil Verfolgung | DNS         | DNS  |
| Jaime Fortier                                             | 15 km Klassisch           | DNS         | DNS  |
| Jaime Fortier                                             | 30 km Freistil            | DNS         | DNS  |
| Marie-Odile Raymond                                       | 15 km Klassisch           | 56:53,3 min | 62   |
| Marie-Odile Raymond                                       | 30 km Freistil            | 1:41:07,2 h | 56   |
| Sara Renner                                               | 5 km Klassisch            | 21:02,4 min | 74   |
| Sara Renner                                               | 10 km Freistil Verfolgung | 57:39,1 min | 64   |
| Sara Renner                                               | 30 km Freistil            | 1:40:14,6 h | 54   |
| Beckie Scott                                              | 5 km Klassisch            | 19:32,6 min | 47   |
| Beckie Scott                                              | 10 km Freistil Verfolgung | 52:37,4 min | 45   |
| Beckie Scott                                              | 15 km Klassisch           | 55:43,7 min | 60   |
| Beckie Scott                                              | 30 km Freistil            | 1:35:47,4 h | 51   |
| Milaine Thériault                                         | 5 km Klassisch            | 19:41,8 min | 54   |
| Milaine Thériault                                         | 10 km Freistil Verfolgung | 54:11,6 min | 56   |
| Milaine Thériault                                         | 15 km Klassisch           | 55:38,2 min | 59   |
| Beckie Scott Milaine Thériault Sara Renner Jaime Fortier  | 4 × 5-km-Staffel          | 1:01:09,9 h | 16   |
| Männer                                                    |                           |             |      |
| Yves Bilodeau                                             | 10 km Klassisch           | 31:56,9 min | 75   |
| Yves Bilodeau                                             | 15 km Freistil Verfolgung | DNS         | DNS  |
| Chris Blanchard                                           | 10 km Klassisch           | 30:37,1 min | 51   |
| Chris Blanchard                                           | 15 km Freistil Verfolgung | 1:18:21,4 h | 56   |
| Chris Blanchard                                           | 50 km Freistil            | 2:26:58,9 h | 56   |
| Donald Farley                                             | 30 km Klassisch           | 1:50:47,8 h | 61   |
| Donald Farley                                             | 50 km Freistil            | DNF         | DNF  |
| Robin McKeever                                            | 10 km Klassisch           | 30:32,2 min | 48   |
| Robin McKeever                                            | 15 km Freistil Verfolgung | DNS         | DNS  |
| Robin McKeever                                            | 30 km Klassisch           | 1:51:23,5 h | 62   |
| Robin McKeever                                            | 50 km Freistil            | 2:28:19,0 h | 58   |
| Guido Visser                                              | 10 km Klassisch           | 31:50,8 min | 71   |
| Guido Visser                                              | 15 km Freistil Verfolgung | 1:20:34,3 h | 58   |
| Guido Visser                                              | 30 km Klassisch           | 1:55:04,1 h | 64   |
| Guido Visser                                              | 50 km Freistil            | 2:33:49,7 h | 62   |
| Donald Farley Robin McKeever Chris Blanchard Guido Visser | 4 × 10-km-Staffel         | 1:49:27,9 h | 18   |

### Snowboard
| Athleten         | Wettbewerbe | Qualifikation | Qualifikation | Qualifikation        | Qualifikation        | Finale        | Finale        | Finale        | Finale        | Finale        | Rang |
| Athleten         | Wettbewerbe | Lauf 1        | Lauf 1        | Lauf 2               | Lauf 2               | Lauf 1        | Lauf 1        | Lauf 2        | Lauf 2        | Gesamt        | Rang |
| Athleten         | Wettbewerbe | Punkte        | Rang          | Punkte               | Rang                 | Punkte        | Rang          | Punkte        | Rang          | Punkte        | Rang |
| ---------------- | ----------- | ------------- | ------------- | -------------------- | -------------------- | ------------- | ------------- | ------------- | ------------- | ------------- | ---- |
| Frauen           |             |               |               |                      |                      |               |               |               |               |               |      |
| Lori Glazier     | Halfpipe    | 25,9          | 19            | 26,9                 | 14                   | ausgeschieden | ausgeschieden | ausgeschieden | ausgeschieden | ausgeschieden | 18   |
| Maëlle Ricker    | Halfpipe    | 34,4          | 4             | bereits qualifiziert | bereits qualifiziert | 36,8          | 3             | 34,3          | 5             | 71,1          | 5    |
| Tara Teigen      | Halfpipe    | 32,9          | 8             | 33,3                 | 6                    | ausgeschieden | ausgeschieden | ausgeschieden | ausgeschieden | ausgeschieden | 10   |
| Natasza Zurek    | Halfpipe    | 33,9          | 6             | 11,6                 | 21                   | ausgeschieden | ausgeschieden | ausgeschieden | ausgeschieden | ausgeschieden | 25   |
| Männer           |             |               |               |                      |                      |               |               |               |               |               |      |
| Trevor Andrew    | Halfpipe    | 24,1          | 36            | 32,4                 | 21                   | ausgeschieden | ausgeschieden | ausgeschieden | ausgeschieden | ausgeschieden | 29   |
| Brett Carpentier | Halfpipe    | 36,3          | 13            | 41,8                 | 1                    | 43,3          | 2             | 32,3          | 16            | 75,6          | 9    |
| Derek Heidt      | Halfpipe    | 35,6          | 16            | 35,8                 | 17                   | ausgeschieden | ausgeschieden | ausgeschieden | ausgeschieden | ausgeschieden | 26   |
| Mike Michalchuk  | Halfpipe    | 32,3          | 27            | 41,4                 | 2                    | 38,6          | 5             | 37,4          | 14            | 76,0          | 8    |

| Athleten           | Wettbewerbe  | Lauf 1      | Lauf 1 | Lauf 2      | Lauf 2 | Gesamt      | Gesamt |
| Athleten           | Wettbewerbe  | Zeit        | Rang   | Zeit        | Rang   | Zeit        | Rang   |
| ------------------ | ------------ | ----------- | ------ | ----------- | ------ | ----------- | ------ |
| Männer             |              |             |        |             |        |             |        |
| Jasey-Jay Anderson | Riesenslalom | 59,31 s     | 1      | 1:12,02 min | 19     | 2:11,33 min | 16     |
| Darren Chalmers    | Riesenslalom | 1:04,09 min | 24     | DNF         | DNF    | DNF         | DNF    |
| Mark Fawcett       | Riesenslalom | DNF         | DNF    | DNF         | DNF    | DNF         | DNF    |
| Ross Rebagliati    | Riesenslalom | 59,87 s     | 8      | 1:04,09 min | 2      | 2:03,96 min | Gold   |